# أردسي (زاز الغربي)
أردسي (بالفارسية: اردسی) هي منطقة سكنية تقع في إيران في قسم زاز الغربي الریفي. يقدر عدد سكانها بـ 69 نسمة بحسب إحصاء 2016.